# تقي أراني
تقي أراني (بالفارسية: تقی ارانی) (ولد بتاريخ 5 سبتمبر 1903 في تبريز، إيران توفي في 4 فبراير 1940 في طهران، إيران)، كان أستاذًا للكيمياء، وناشط سياسي إيراني يساري، ومؤسس ورئيس تحرير مجلة الماركسية. انتقل إلى طهران مع عائلته عندما كان عمره 4 سنوات. في عام 1920، تخرج من مدرسة دار الفنون في طهران وتابع دراسته في ألمانيا لدراسة الكيمياء في معهد برلين للتكنولوجيا. أثناء دراسته في ألمانيا، بدأ يدرس السياسة أيضًا. بعد الانتهاء من دراساته، عاد إلى إيران في عام 1928 وبدأ في إنشاء مجلة دنيا (العالم). كثير من الناس يعتبرون هذه المجلة أهم مساهماته في الحياة الفكرية الحديثة في إيران. في عام 1938، اعتقال هو و52 من زملائه، واتُهموا بالتورط في أنشطة شيوعية.  توفي (أو كما يزعم البعض، قُتل ) في السجن في فبراير 1940.